# Attilio De Filippi
Attilio De Filippi (Trieste, ... – ...; fl. XX secolo) è stato un allenatore di pallacanestro italiano.

## Carriera
Ha allenato la Ginnastica Triestina dal 1930 al 1934 e nelle stagioni 1939-40 e 1940-41, vincendo cinque scudetti.
Ha guidato l'Italia agli Europei 1935.

## Palmarès
- Campionato italiano: 5

Ginnastica Triestina: 1930, 1932, 1934, 1939-40, 1940-41